# Kemzeke
Kemzeke és un antic municipi de Bèlgica als pòlders de l'embocadura de l'Escalda a la província de Flandes Oriental, regat pel Hoge Watergang, un afluent del Vrasenebeek. Va ser un municipi independent fins a l'1 de gener del 1977 quan va fusionar amb Stekene. El 1975 tenia 2882 habitants. Limita amb els Països Baixos, Sint-Gillis, Sint-Pauwels i Stekene.
S'han trobat artefactes d'un assentament de l'època gal·loromana. El sufix -acum en el nom tardollatí Camasiacum (casa de Camasius) també indica un origen gal·loromà. El 1117 va esdevenir una parròquia independent de Waasmunster. El centre es caracteritza per l'ajuntament del segle xvii, l'església neogòtica i unes cases burgeses del segle xix. Al nord es troba el bosc Koningsforeest amb restes del canal Parmavaart del 1584 i de la fortalesa De Tromp.

## Llocs d'interès
- L'antiga casa de la vila
- Les restes de la Hollandstellung una línia de defensa construïda per l'ocupant alemany durant la Primera Guerra Mundial que havia de protegir el territori ocupat contra una eventual invasió dels aliats des dels Països Baixos que no van participar en el conflicte.[2]
- Cases burgeses de la fi del segle xviii i XIX
- Les restes de la fortalesa De Tromp, construïda pels Espanyols durant la guerra dels Vuitanta Anys a la frontera entre els Països Baixos espanyols i la república de les Set Províncies Unides.